# Straight Outta Cashville
Straight Outta Ca$hville è l'album di debutto solista del rapper di Nashville Young Buck pubblicato il 24 agosto del 2004.

## Descrizione
Il titolo dell'album allude al disco degli N.W.A. Straight Outta Compton. I Singoli di questo album sono "Let Me In", "Shorty Wanna Ride" e "Look At Me Now", spiccano collaborazioni di molti rappers al di fuori della G-Unit tra i quali Lil Flip, David Banner, Ludacris, Stat Quo e molti altri

## Tracce
| #  | Titolo                                      | Produttore(i)                                        | Featuring(s)                                                | Sample(s)                                                                   | Durata |
| -- | ------------------------------------------- | ---------------------------------------------------- | ----------------------------------------------------------- | --------------------------------------------------------------------------- | ------ |
| 1  | "I'm a Soldier"                             | Dre & Vidal & Felony                                 | 50 Cent                                                     |                                                                             | 3:34   |
| 2  | "Do it Like Me"                             | Chad Beats & Sha Money XL                            |                                                             |                                                                             | 3:51   |
| 3  | "Let Me In"                                 | Needlz                                               | 50 Cent                                                     |                                                                             | 3:44   |
| 4  | "Look at Me Now"                            | Kon Artis                                            | Mr. Porter                                                  |                                                                             | 4:26   |
| 5  | "Welcome to the South"                      | Red Spyda                                            | David Banner & Lil' Flip                                    |                                                                             | 3:50   |
| 6  | "Prices on My Head"                         | Crown                                                | Lloyd Banks & D-Tay                                         | - "If You Were My Woman" by Latimore                                        | 4:21   |
| 7  | "Bonafide Hustler"                          | Diverse, co-produced by Klasic                       | 50 Cent & Tony Yayo                                         | - "If Loving You is Wrong (I Don't Want to be Right)" by Bobby "Blue" Bland | 4:16   |
| 8  | "Shorty Wanna Ride"                         | Lil Jon                                              |                                                             |                                                                             | 4:21   |
| 9  | "Bang Bang"                                 | Needlz                                               |                                                             | - "Bang Bang (My Baby Shot Me Down)" by Nancy Sinatra                       | 3:34   |
| 10 | "Thou Shall"                                | Midi Mafia                                           |                                                             | *"Smokey Rainclouds" by Andrey Vinogradov                                   | 3:15   |
| 11 | "Black Gloves"                              | Doug Wilson, co-produced by Sean Cane for The Hitmen |                                                             | - "Que Protesten" by Chucho Avellanet                                       | 3:16   |
| 12 | "Stomp"                                     | DJ Paul & Juicy J of Three 6 Mafia                   | The Game & Ludacris                                         |                                                                             | 4:44   |
| 13 | "Taking Hits"                               | DJ Paul & Juicy J of Three 6 Mafia                   | D-Tay                                                       |                                                                             | 3:47   |
| 14 | "Walk with Me"                              | Dre & Vidal                                          | Stat Quo                                                    | - "If It's in You to Do Wrong" by The Impressions                           | 4:10   |
| 15 | "DPG-Unit" (UK Bonus track/Special edition) | Black Jeruz & Sha Money XL                           | 50 Cent, Lloyd Banks, Snoop Dogg, Daz Dillinger, & Soopafly |                                                                             | 4:06   |